# Rivière au Saumon (vattendrag i Kanada, lat 54,62, long -79,60)
Rivière au Saumon är ett vattendrag i Kanada.   Det ligger i provinsen Québec, i den östra delen av landet, 1 100 km norr om huvudstaden Ottawa.